# Marcin Kowalczyk
Marcin Kowalczyk (Wieruszów, 9 de abril de 1985), futebolista polonês que atua como lateral-esquerdo no Volga Nizhni Novgorod.